# Oskar Naegeli
Oskar Naegeli (født 25. februar 1885 i Ermatingen, død 19. november 1959 i Fribourg) var en schweizisk dermatolog og skakmester. Han repræsenterede Schweiz ved Skakolympiaderne i 1927, 1928, 1931 og 1935 samt den uofficielle olympiade i 1936 i München.
Naegeli vandt to schweiziske skakmesterskaber (1910 og 1936). Han tabte en kamp til Ossip Bernstein (1 : 3) i 1932, og til Salo Flohr (2 : 4) i 1933.
Han deltog i stærke internationale turneringer i Bern 1932 og Zürich 1934, som begge blev vundet af Alexander Alekhine.
Han var bror til Otto Naegeli og var grandonkel til Harald Naegeli.
Inden for dermatologi er Naegelisyndromet opkaldt efter ham.